# 世界ブールスポーツ連合
世界ブールスポーツ連合（フランス語 : Confédération Mondiale des Sports de Boules）は、スポールブール、ペタンク、プロヴァンサルゲーム、ボッチェといったブールスポーツの国際競技連盟である。略称はCMSB。本部はモナコに置かれており、モナコ公国大公アルベール2世が名誉会長となっている。国際オリンピック委員会（IOC）およびARISF加盟団体である。2010年現在の加盟国は日本を含めて106ヶ国。

## 歴史
1985年12月にモナコで設立された。1946年に設立された国際スポールブール連盟（FIB、スポールブール）、1958年設立の国際ペタンク・プロヴァンサル連盟（FIPJP、ペタンクとプロヴァンサルゲーム）、1982年設立の国際ボッチェ連盟（CBI、ボッチェ）の3つの国際連盟の上部団体として設立された。2001年設立のワールド・ボウルズ（WB、ローンボウルズ）も2003年から2013年までメンバーであった。
2021年9月、世界ブールスポーツ連合の解散に伴い、世界ペタンク・ブール連合（英語: World Pétanque and Bowls Federation、略語：WPBF）の設立が発表された 。